# Sistemas Estratégicos de Transporte Público (Colombia)
Los Sistemas Estratégico de Transporte Público o más conocido por sus siglas "SETP", corresponden a la estrategia de Ciudades Inteligentes, los cuales buscan mejorar la prestación del servicio de transporte público colectivo en ciudades intermedias con el fin de estructurar urbes competitivas, eficientes y equitativas, que permitan a los ciudadanos tener oportunidades seguras de movilidad, bajo principios de economía.
En profundización, los SETP son sistemas basados en la operación organizada y moderna del transporte público y colectivo planeado para ciudades intermedias entre 200.000 hasta 600.000 habitantes. Una de sus funciones principales es reducir el número de viajes necesarios, actuar y conservar los centros históricos, promover la formalidad empresarial, asegurar el control efectivo de operación y facilitar la movilidad de la ciudad.

## Elementos del sistema
- Sistema de recaudo unificado.
- Centro de control semafórico.

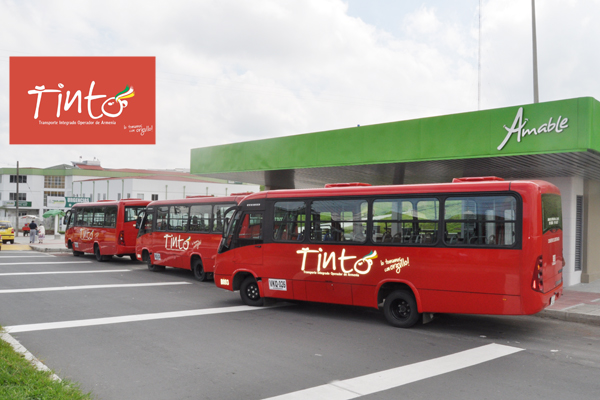
Sistema estratégico de transporte público de la ciudad de Armenia

- Sistema y centro de control de información de tránsito y transporte.
- Terminales de cabecera (Nuevas centralidades-CAMIS).
- Sistema de ayuda a la explotación.
- Mantenimiento vial.
- Módulos de transferencia.
- Paraderos.
- Actuación en centros.

Esta reglamentación pretende reordenar el servicio de transporte público, embellecer las ciudades y
mejorar la movilidad.

## Presupuesto
| Ciudad            | Público (2009)                    | Privado (2009)                  | Total                             | Nombre del proyecto                                                                                           |
| ----------------- | --------------------------------- | ------------------------------- | --------------------------------- | --- |
| Popayán           | 230,103 millones de pesos         | 55,161 millones de pesos        | 285,264 millones de pesos         | Sistema Estratégico de Transporte Público de Movilidad Futura (Ciudad Blanca)                                 |
| San Juan de Pasto | 300,646 millones de pesos         | 174,721 millones de pesos       | 475,367 millones de pesos         | Sistema Estratégico de Transporte Público de Pasto - Avance (SETP Pasto - SIT Ciudad Sorpresa)                |
| Santa Marta       | 300,585 millones de pesos         | 80,776 millones de pesos        | 381,361 millones de pesos         | Sistema Estratégico de Transporte Público - SETP Santa Marta                                                  |
| Armenia (Quindío) | 179,093 millones de pesos         | 25,123 millones de pesos        | 204,216 millones de pesos         | Sistema Estratégico de Transporte Público - Amable E.I.C.E (TINTO - Transporte Integrado Operador de Armenia) |
| Valledupar        | 260,257 millones de pesos         | 123,777 millones de pesos       | 384,034 millones de pesos         | Sistema Integrado de Transporte de Valledupar - SIVA                                                          |
| Tunja             | 172,815 millones de pesos         | 32,150 millones de pesos        | 204,965 millones de pesos         | |
| Sincelejo         | 138,018 millones de pesos         | 30,202 millones de pesos        | 168,220 millones de pesos         | Sistema Estratégico de Transporte Público de Sincelejo - Metro Sabanas S.A.S                                  |
| Montería          | 270,421 millones de pesos         | 37.000 millones de pesos        | 307,421 millones de pesos         | Sistema Estratégico de Transporte Público - Montería Amable                                                   |
| Total             | COP $ 1,679,120 millones de pesos | COP $ 526,760 millones de pesos | COP $ 2,410,848 millones de pesos | |

- Datos: Q20022280